# René Mertzig
René Mertzig (født 11. august 1911 i Colmar-Berg, Luxembourg - død 17. september 1986) var en luxembourgsk komponist, pianist og violinist.
Mertzig studerede violin, klaver og komposition på Musikkonservatorierne i Luxembourg og Bruxelles. Han skrev to symfonier, symfoniske digtninge, orkesterværker, kammermusik, koncertmusik, sange, opera etc. Mertzig var tilknyttet som pianist ved Radio Luxembourgs Symfoniorkester til (1976), hvor han gik på pension og helligede sig kompositionen. Han var i sin kompositionsstil inspireret af Nikolai Rimsky-Korsakov, Maurice Ravel, Manuel de Falla, Claude Debussy og Richard Strauss.

## Udvalgte værker
- Symfoni af levende indtryk (nr. 1) (1953-1954) - for orkester
- Syntesesymfoni (nr. 2) (1964) - for orkester
- Symfonisk cyklus (1950-1951) - for orkester
- Koreografisk rapsodi (1947)- for orkester
- Luxembourgs Roser (1951-1952) - opera med ballet
- Den blændende by (1954) -for orkester